# Луковиця (Острицька сільська громада)
Лу́ковиця — село в Україні, в Острицькій сільській громаді Чернівецького району (до 2020 р. у Герцаївському районі) Чернівецької області.

## Географія
Через село тече річка Віца, права притока Прут.

## Історія
З 24 серпня 1991 року село входить до складу незалежної України.
До адміністративної реформи 19 липня 2020 року село належало до Герцаївського району, після його ліквідації, увійшло до складу Чернівецького району.

## Населення

### Мова
Розподіл населення за рідною мовою за даними перепису 2001 року:
| Мова       | Кількість | Відсоток |
| ---------- | --------- | -------- |
| румунська  | 577       | 94.59%   |
| українська | 31        | 5.08%    |
| російська  | 2         | 0.33%    |
| Усього     | 610       | 100%     |

## Світлини

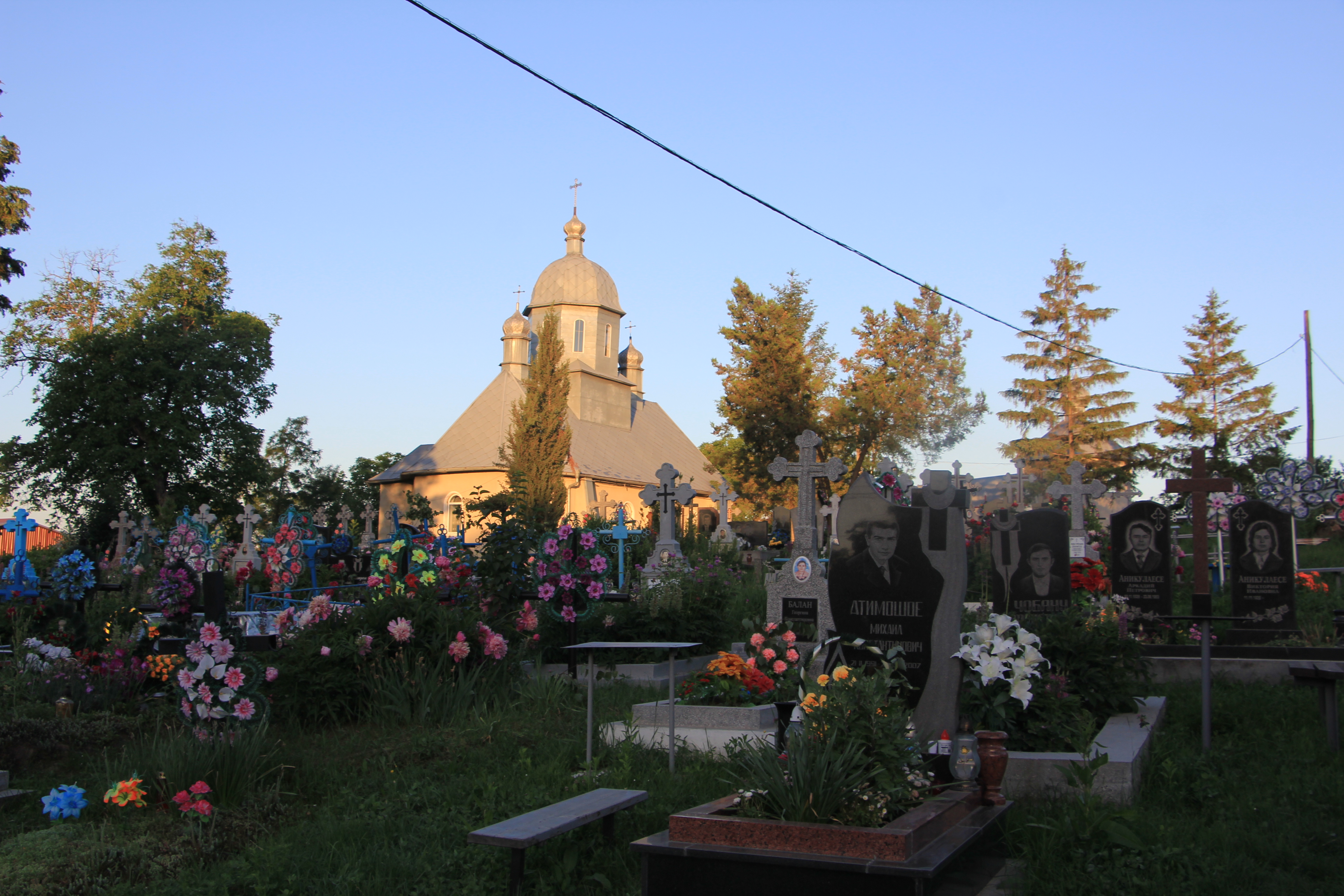
Нова церква с. Луковиця